# نورالدین اسعردی
نورالدین اِسْعِرْدی (۱۲۲۲-۱۲۵۸م) (نسب:محمد بن عبدالعزیر بن عبدالصمد بن رستم) شاعر هزل‌سُرای عربی ایُوبی در نیمهٔ اول سدهٔ هفتم هجری بود. او را شاعری توانا و نکته‌دان وصف کرده‌اند که مجون و خلاعت بر شعرش چیره گشت. در پایان عمرش، نابینا گشت.